# 島野村 (北海道)
島野村（しまのむら）は、かつて北海道岩内郡に存在した村である。

## 沿革
- 1909年（明治42年）4月1日 - 北海道二級町村制施行により岩内郡敷島内村、野束村が合併し、島野村が発足。岩内支庁に所属。
- 1910年（明治43年）3月1日 - 支庁の統合により後志支庁に所属。
- 1955年（昭和30年）4月1日 - 岩内郡岩内町と合併し、岩内町を新設して消滅。